# Kenya történelme
A paleontológia eredményei szerint a mai Kenya területén már 2 millió évvel ezelőtt éltek a Homo sapiens elődei. 
A 700-as években az arab tengerészek különféle településeket hoztak létre a partvonal mentén. Ezeket az 1500-as évek elején elfoglalták a portugálok. Ekkor már több mint 40 népcsoport élt Kenya területén. A legnagyobb ilyen népcsoport, a kikuju a 18. században telepedett le Kenyában. Az ország területe 1890-ben brit felügyelet alá került, majd 1920-ban brit királyi gyarmat lett, amikor is Brit Kelet-Afrikához csatolták. Nemzetiségi mozgalmak először az 1940-es években jelentek meg, és 1952-ben a Mau Mau mozgalom a kikuju harcosokkal együtt fellázadt a kormány ellen. A harcok 1956-ig tartottak.
1963. december 12-én Kenya teljesen függetlenné vált, első elnöke Jomo Kenyatta lett. Ő volt a nacionalista erők vezetője a függetlenségi harcban, akit a harcok során a britek letartóztattak és bebörtönöztek.
1964-től 1992-ig az ország egypártrendszerű államként volt irányítva a Kenyai Afrikai Nemzeti Unió (KANU) által. Ennek a pártnak volt a vezetője Jomo Kenyatta, majd később Daniel arap Moi. A felkelések és a tüntetések rákényszerítették Moit arra, hogy engedélyezze egy többpárti választást 1992-ben.
A gazdaság Daniel arap Moi uralma alatt nem fejlődött. Az 1990-es években Kenya infrastruktúrája kezdett szétesni, valamint a korrupció kezdte uralni az országot. A kormány visszautasított minden külföldi segélyt. 1995 elején Moi fellépett az ellenzék ellen, és elrendelte minden olyan személy letartóztatását, aki ellenezte a politikáját.
Természeti katasztrófák sora sújtotta Kenyát 1997-ben és 1998-ban. Az árvizek elpusztították az utakat, a hidakat, a termést, a malária és a kolera megsemmisítette a tehetetlen egészségügyi rendszert, nemzetiségi összecsapások törtek ki a Kikuju és a Kalendzsin népcsoportok között a Rift völgyben.
1998-ban az Egyesült Államok nagykövetségét terrorista bombatalálat érte Nairobiban. A robbanásban 243 ember vesztette életét, és több mint 1000 megsebesült. Ugyanezen a napon a szomszédos Tanzánia nagykövetségét is megtámadták, 10 embert megölve ezzel.
2000 augusztusában az ENSZ szerint 3 300 000 kenyai éhezett az országban, a pusztító Kelet-Afrikai szárazságok miatt.
2002-ben Daniel arap Moi lemondott és helyére Mwai Kibaki lépett.